# Система нумерации оборонных заводов
Система нумерации оборонных заводов СССР — система кодового наименования оборонных заводов, введённая в СССР в 1927 году в связи с повышением требований к секретности оборонного производства. 
В соответствии с постановлением Совета народных комиссаров СССР от 27.04.1926 года для повышения секретности оборонного производства с целью сокрытия характера производства и места дислокации была введена новая «сквозная» система нумерации предприятий, работающих в интересах обороны страны, начиная с № 1. Согласно первому приказу о переименовании — № 73сс от 9.07.1927 года, номерные обозначения получили первые 30 заводов.
Кроме того, были введены несекретные наименования предприятий «для печатей и вывесок», адреса для направления грузов и условные телеграфные адреса. В качестве условного адреса предприятия было введено понятие «Почтовый ящик» с указанием города. После окончания ВОВ наименования «почтовых ящиков» были поэтапно введены в условное название заводов и предприятий ВПК, включая научные, исследовательские, конструкторские организации — НИИ, КБ и т.д.
В 1966 году все условные «номерные» обозначения оборонных предприятий были упразднены и заводы получили открытые наименования, но также и новые условные наименования «почтовых ящиков», состоящие из заглавной буквы русского алфавита и четырёхзначного номера. Условные обозначения предприятий – почтовые ящики были упразднены в соответствии с ПСМ СССР № 250-79 от 21.03.1989 г.
В качестве примера:
1) Авиамоторный завод № 45 Наркомата авиационной промышленности имел условное обозначение «п/я 229», в 1963 году завод № 45 получил открытое название — «Московский машиностроительный завод "Салют"» и условное наименование — предприятие п/я Г-4988.
2) Завод № 528 Наркомата электронной промышленности имел обозначение — «п/я 383» и открытое наименование — «Московский ордена Ленина радиозавод» (с 1948 года). В 1972 году на базе завода было создано производственное объединение «Темп». В 1991 году завод был переименован в МРЗ «Темп». Условное наименование — предприятие Р-6105.

## Список некоторых известных номерных заводов
- Завод № 1 — Ракетно-космический центр «Прогресс»
- Завод № 2 — Завод имени Дегтярёва[1]
- Завод № 3 — Химический завод «Свема»
- Завод № 5 — Ленинградский государственный завод № 5 «Краснознаменец» НКТП[2]
- Завод № 8 — Завод военных самоходов
- Завод № 9 — Завод ствольных артиллерийских систем
- Завод № 12 — ОАО «Машиностроительный завод»
- Завод № 16 — ОАО «Казанское моторостроительное производственное объединение»[3]
- Завод № 21 — Нижегородский авиазавод «Сокол» (им. Орджоникидзе)
- Завод № 22 — ОАО «Казанское авиационное производственное объединение им. С. П. Горбунова»[4]
- Завод № 26 — Уфимское моторостроительное производственное объединение[5]
- Завод № 32 — Минский электромеханический завод МЭМЗ (1950—2011) — ОАО «АГАТ – электромеханический завод»
- Завод № 36 — НПО «Сатурн»[6]
- Завод № 37 — Завод Спецмаштреста имени Серго Орджоникидзе
- Завод № 38 — Машиностроительный завод «Штамп» им. Б. Л. Ванникова
- Завод № 39 — Московский авиационный завод № 39 им. В. Р. Менжинского[7]
- Завод № 40 — Мытищинский машиностроительный завод
- Завод № 42 — Минский механический завод имени С.И. Вавилова  – управляющая компания холдинга «БелОМО»
- Завод № 45 — Московский машиностроительный завод «Салют»
- Завод № 50 — Завод мостовых конструкций
- Завод № 74 — Ижевский оружейный завод
- Завод № 79 — Завод тяжёлого станкостроения (Коломна)
- Завод № 90 — 90 экспериментальный завод
- Завод № 92 — Нижегородский машиностроительный завод
- Завод № 100 — Всероссийский научно-исследовательский институт транспортного машиностроения
- Завод № 112 — Нижегородский судостроительный завод «Красное Сормово»
- Завод № 125 — Авиационный завод № 125 им. И. В. Сталина (1932—1941) — Иркутский авиационный завод[7]
- Завод № 151 — Ярославль — Резинотехника
- Завод № 171 — Нижегородский радиозавод «Нител»
- Завод № 174 — Омский завод транспортного машиностроения
- Завод № 176 — Машиностроительный завод «Штамп» им. Б. Л. Ванникова, бывший завод №38
- Завод № 187 — Тульский комбайновый завод[8]
- Завод № 189 — Балтийский судостроительный завод им. С. Орджоникидзе
- Завод № 194 — Ленинградский судостроительный завод им. А. Марти
- Завод № 196 — Ленинградский судостроительный завод «Судомех»
- Завод № 198 — Николаевский судостроительный завод им. А. Марти
- Завод № 199 — Амурский судостроительный завод им. Ленинского комсомола
- Завод № 200 — Николаевский судостроительный завод им. 61 коммунара
- Завод № 215 — Нижегородский завод им. Петровского (до 1941 г. — Киевский завод точных контрольных и тепловых приборов «Точприбор», НКТП)
- Завод № 217 — завод «Геофизика»
- Завод № 226 — Ярсинтез
- Завод № 231 — Уральский завод «Зенит» (в 1966—1991 годах машиностроительный завод имени К.Е. Ворошилова)
- Завод № 235 — Воткинский завод[9]
- Завод № 240 — Авиационный комплекс имени С. В. Ильюшина
- Завод № 418 — ФГУП «Комбинат „Электрохимприбор“»[10][11]
- Завод № 444 — Николаевский судостроительный завод им. А. Марти, бывший завод №198
- Завод № 445 — Николаевский судостроительный завод им. 61 коммунара, бывший завод №200
- Завод № 475 — Смоленский авиационный завод
- Завод № 521 — Владимирское производственное объединение «Точмаш»[12]
- Завод № 525 — Металлист-Самара[13]
- Завод № 536 — Тульский оружейный завод[14]
- Завод № 599 — Ярославский завод топливной аппаратуры[15]
- Завод № 627 — Московский завод Наркомата электротехнической промышленности
- Завод № 634 — Электроточприбор[16]
- Завод № 672 — Завод имени М. И. Калинина
- Завод № 757 — Охтинский химический комбинат НКХП[2]
- Завод № 777 — «Красный маяк»
- Завод № 813 — Уральский электрохимический комбинат УЭХК[17]
- Завод № 817 — ПО «Маяк»[18]
- Завод № 1000 — «Радикал»
- Завод № 1001 — Красноярский машиностроительный завод
- НИИ-1011 — РФЯЦ-ВНИИТФ[19]